# Ewa Lejczak
Ewa Lejczak, znana również jako Ewa Lejczak-Paradowska, (ur. 27 maja 1948, zm. 12 lutego 2009 w Krakowie) – polska aktorka teatralna i filmowa.

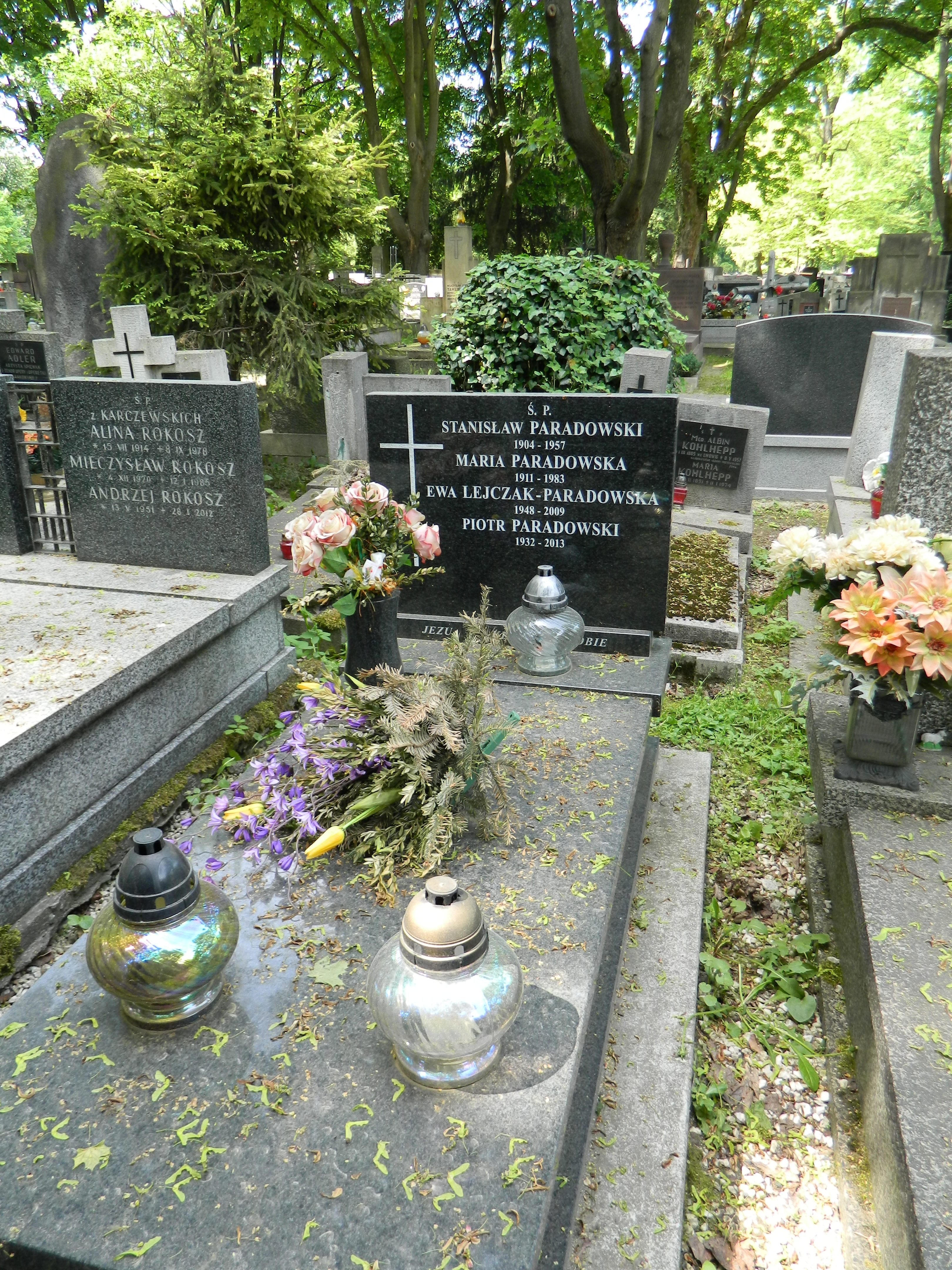
Grób Ewy Lejczak-Paradowskiej na cmentarzu Rakowickim w Krakowie (kwatera XXXI, rząd 2, miejsce 9)

## Życiorys
W 1971 roku ukończyła studia na PWST w Krakowie. Występowała w następujących teatrach:
- Teatr im. Juliusza Osterwy w Lublinie,
- Teatr im. Juliusza Słowackiego w Krakowie,
- Teatr Bagatela w Krakowie.

## Filmografia
- 1968: Stawka większa niż życie − Ewa, koleżanka Gerdy (odc. 13)
- 1972: Egzamin − Hanka
- 1975: Zawiłości uczuć − Bożena
- 1976: Zanim nadejdzie dzień − Alina, przyjaciółka Barbary
- 1976: Kradzież − sekretarka prezesa
- 1976: Czerwone i czarne kamienie − Hanulka
- 1978: Test pilota Pirxa – dziewczyna przy barze
- 1979: Śnić we śnie − Magda
- 1979: Strachy − Ola
- 1980: Nic nie stoi na przeszkodzie − rodząca kobieta
- 1980: Constans − dziewczyna
- 1983: Szkoda twoich łez − Ola
- 1987: Śmierć Johna L. − barmanka Stenia
- 1989: Modrzejewska (odc. 3)
- 1990: Mów mi Rockefeller

## Dubbing
- 1978: Zapach ziemi ∼ Magda, żona Łukasza